# Parakeelya calyptrata
Parakeelya calyptrata är en källörtsväxtart som först beskrevs av Joseph Dalton Hooker, och fick sitt nu gällande namn av M.A. Hershkovitz. Parakeelya calyptrata ingår i släktet Parakeelya och familjen källörtsväxter. Inga underarter finns listade i Catalogue of Life.